# Petrés
Petrés è un comune spagnolo di 973 abitanti situato nella comunità autonoma Valenciana.